# یواس‌اس تاگایوتا (۱۸۶۳)
یواس‌اس تاگایوتا (۱۸۶۳) (به انگلیسی: USS Tahgayuta (1863)) یک کشتی بود که طول آن ۲۹۰ فوت (۸۸ متر) و ارتفاع آن ۱۵ فوت ۶ اینچ (۴٫۷۲ متر) بود.